# Hang On
"Hang On" és el segon senzill de l'àlbum d'estudi Hurley del grup estatunidenc Weezer. La versió de l'àlbum fou co-escrita per Rick Nowels i inclou la col·laboració de l'actor canadenc Michael Cera en les veus addicionals i la mandolina, mentre que la versió llançada com a senzill no inclou la mandolina i recorda al so clàssic de Weezer.

## Llista de cançons
1. "Hang On" − 3:33